# Naomi Russell

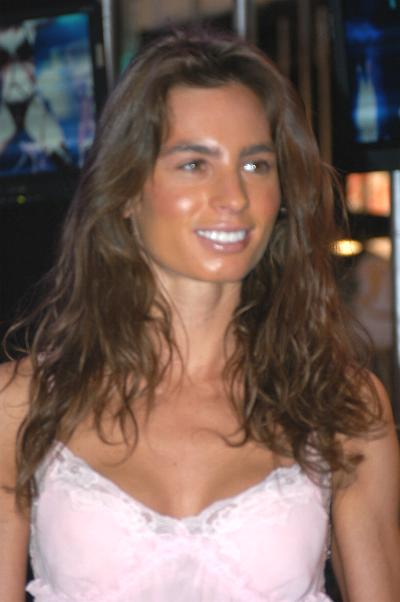
Naomi Russell (2007)

Naomi Russell (* 25. September 1983 als Naomi Devash Dechter in Los Angeles, Kalifornien, Vereinigte Staaten; auch bekannt als Naomi; eigentlich Diane Deluca) ist eine ehemalige US-amerikanische Pornodarstellerin. Sie erhielt bei den AVN Awards 2007  2 Auszeichnungen, unter anderem als beste neue Darstellerin („Best New Starlet“). 
Ihre Eltern stammen aus Israel und der Tschechoslowakei. Vor ihrem Einstieg in die Pornobranche arbeitete sie als medizinische Assistentin, Rechtsanalytikerin und Prozessanwältin.
Laut IAFD war sie von 2005 bis 2012 an 361 Produktionen beteiligt. Über 60 Prozent der kategorisierten Szenen sind dabei den Genres Anal und Facial zuzurechnen. Zu ihren bekanntesten Filmen zählt: Naomi: There Is Only One (2006, Regie: John Leslie). 2012 beendete sie ihre aktive Karriere.

## Filmografie (Auswahl)
- 2005: Angels of Debauchery 5
- 2005: Women Seeking Women 19
- 2006: Naomi: There Is Only One
- 2006: Fucked on Sight 1
- 2006: Britney Rears 3 – Britney Gets Shafted
- 2006: College Invasion 10
- 2006: Jack’s Big Ass Show 2, 4
- 2006: Jack’s POV 2
- 2006: It’s a Daddy Thing! 1 und 2
- 2007: Evil Anal 2
- 2007: Fuck Me: Naomi
- 2008: Battle of the Sluts: Jenna Haze vs. Naomi
- 2008: Naomi’s Great Ass Experience!

## Auszeichnungen
- 2007: AVN Award „Best New Starlet“[2]
- 2007: AVN Award „Best POV Sex Scene“ (zusammen mit Tommy Gunn in Jack’s POV, Folge 2)